# Epanthidium bicoloratum
Epanthidium bicoloratum är en biart som först beskrevs av Smith 1879.  Epanthidium bicoloratum ingår i släktet Epanthidium och familjen buksamlarbin. Inga underarter finns listade i Catalogue of Life.